# Typhlochactas sissomi
Espèce
Typhlochactas sissomi est une espèce de scorpions de la famille des Typhlochactidae.

## Distribution
Cette espèce est endémique du Querétaro au Mexique. Elle se rencontre vers Jalpan de Serra.

## Description
Le mâle subadulte holotype mesure 22,4 mm. Ce scorpion est anophtalme.

## Étymologie
Cette espèce est nommée en l'honneur de William David Sissom.

## Publication originale
- Francke, Vignoli & Prendini, 2009 : « A New Species of Typhlochactas (Scorpiones, Typhlochactinae) from Eastern Mexico. » American Museum Novitates, no 3647, p. 365-371 (texte intégral).